# Gregor Božič
Gregor Božič, slovenski filmski režiser in snemalec, *21. januar 1984, Šempeter pri Gorici.
Božič je diplomiral iz filmske in televizijske režije na Akademiji za gledališče, radio, film in televizijo v Ljubljani leta 2009 ter zaključil podiplomski študij filmske režije na DFFB v Berlinu leta 2015. Njegov prvi celovečerni film Zgodbe iz kostanjevih gozdov iz leta 2019 je prejel nagrado vesna za najboljši film na 22. Festivalu slovenskega filma in med drugimi tudi vesno za najboljšo režijo.
Njegov oče je bil Zoran Božič.

## Režija
- Zgodbe iz kostanjevih gozdov (2019, celovečerni igrani film)
- Šuolni iz Trsta (2014, igrani kratki film)
- Hej, tovariši (2006, študijski igrani film)
- Moji materi / A mia madre (2005, študijski igrani film)
- Avgust Šek (2004, študijski dokumentarni film)